# Lushton
Lushton – wieś w Stanach Zjednoczonych, w stanie Nebraska, w hrabstwie York.